# Le Père Lacloche
Le Père Lacloche (anglais : Pete the Tramp) est un clochard de bande dessinée créé par Clarence D. Russell, héros du comic strip homonyme et distribué par King Features Syndicate de 1932 à 1963 (année du décès de son créateur).

## Synopsis
Clochard, le père Lacloche mène une vie qui a l'air de parfaitement lui convenir. Dans cette situation difficile, il conserve sa joie de vivre et son sens de la repartie. Souvent accompagné d'un chien jaune, Touffou (Pete's Pup), il est toujours à la recherche d'un mégot ou de nourriture. Occasionnellement, il accepte des emplois parfois étranges quand il ne peut pas les éviter — tout en essayant de ne pas être confronté à la police car ses activités ne sont pas toujours très honnêtes. Mais heureusement sa meilleure amie, Linda, est toujours prête à lui rendre service.

## Histoire
Le père Lacloche naquit lors de la crise financière de Wall-Street, en 1929, période où un grand nombre de pauvres sont jetés à la rue. Au début des années 1930, Clarence D. Russell le dessine dans le journal américain, Judge, sous forme de petits dessins humoristiques. À cette époque, le personnage n'a aucun nom.
Cette caricature de Clarence D. Russell attire l'attention de nombreux journaux et de revues. Le 30 janvier 1932, la série est distribuée par le King Features Syndicate et est diffusée dans le New York American Journal sous forme de planches hebdomadaires. À cette date, il adoptera le surnom Pete the Tramp (Le père Lacloche).
En France, la série a été publiée dans le Journal de Mickey dès les premiers numéros.
Après la guerre, il fera une brève incursion dans le périodique Donald, jusqu'en 1952 (en noir et blanc), avant son grand retour dans le Journal de Mickey.
Après le décès de Clarence D. Russell, le 22 octobre 1963, le comic-strip prit fin le 12 décembre de la même année.

## Personnages
- le père Lacloche (Pete the Tramp)
- Touffou, son chien jaune (Pete's Pup)
- Linda, sa meilleure amie
- ses copains clochards (parmi lesquels Doc, le plus souvent présent)
- le policier.

### Documentation
- Édouard François, « Le Père Lacloche », Phénix, no 21,‎ 1972, p. 28-41.
- Patrick Gaumer, « Pete the Tramp », dans Dictionnaire mondial de la BD, Paris, Larousse, 2010 (ISBN 9782035843319), p. 666-667.